# 鉄拳 (1990年の映画)
『鉄拳』（てっけん）は、松竹で1990年11月23日に公開された日本映画である。

## キャスト
- 中本誠次：菅原文太
- 後藤明夫：大和武士
- 田村君子：桐島かれん
- 筒井専務：ハナ肇
- 滝浦勇：原田芳雄
- 志津子：大楠道代
- 池田医師：藤田敏八
- 中本真也：萩原聖人
- 平岡稔：シーザー武志
- 長井：大和田正春
- 三越：芹沢正和
- トシエ：橋本菊子
- レンタカー屋店員：中沢青六
- パルコ：鄭鴻文
- 丸井：津山圭介
- 大丸：新崎健介
- 松屋：志賀祐一朗
- 伊勢丹：坂本隆
- 高島屋：野々村仁
- ミチコ：植野葉子
- ゲームセンター店長：山本竜二
- 飲み屋の女将：国友須賀
- エンゼル荘の大家：南伸坊

## スタッフ
- 監督：阪本順治
- 製作：荒戸源次郎
- プロデューサー：秋山道男、孫家邦
- 脚本：阪本順治
- 撮影：笠松則通
- 美術：高橋章
- 照明：水野研一
- 音楽：梅林茂
- 主題歌：徳永英明
- 録音：本田孜
- 編集：高島健一
- 助監督：山仲浩充
- スクリプター/記録：宮地岩根
- 配給：松竹